# Hans Haussherr
Hans Haussherr (né le 8 juillet 1898 à Berlin et mort le 17 septembre 1960 à Cologne) est un historien allemand.

## Biographie
Hans Haussherr est le fils d'un marchand. Il étudie au lycée Jahn et au lycée de Dorotheenstadt dans sa ville natale de Berlin. À partir de 1916, il étudie l'histoire, la théologie protestante, la philosophie et l'allemand à l'Université Frédéric-Guillaume de Berlin, où il obtient son doctorat en 1922 avec la thèse "L'État dans le monde de la pensée de Calvin" sous la direction de Friedrich Meinecke.
Après avoir terminé son doctorat, Haussherr travaille d'abord à Berlin comme employé de commerce et à partir de 1926 comme professeur de lycée. En 1937, il obtient son habilitation en histoire moderne auprès de Fritz Hartung. Après la Seconde Guerre mondiale, il enseigne l'histoire en tant que conférencier privé à Iéna. En 1946, il devient professeur titulaire d'histoire économique et sociale à l'université de Halle. À partir de 1955, il est membre à part entière de l'Académie allemande des sciences à Berlin.
En 1958, Hausherr abandonne la chaire pour des raisons politiques (liées à l'interdiction du cercle Spiritus (de)) et s'installe avec sa famille en République fédérale d'Allemagne, où il trouve un premier point de contact à l'Institut Max-Planck d'histoire (de) de Göttingen. À partir de 1959, il enseigne, d'abord comme chargé de cours salarié, puis comme professeur de diététique en histoire médiévale et moderne à Cologne. Il y mourut en 1960. Son domaine se trouve à la bibliothèque universitaire et d'État de Saxe-Anhalt (de) à Halle.
Son fils est l'historien de l'art Reiner Haussherr (de) (1937-2018).

## Publications (sélection)
- Erfüllung und Befreiung. Der Kampf um die Durchführung des Tilsiter Friedens 1807/1808. Hamburg 1935, (OCLC 721027061).
- Die Stunde Hardenbergs. Hamburg 1943, (OCLC 558105579).
- Verwaltungseinheit und Ressorttrennung vom Ende des 17. bis zum Beginn des 19. Jahrhunderts. Berlin 1953, (OCLC 10384808).
- Wirtschaftsgeschichte der Neuzeit vom Ende des 14. bis zur Höhe des 19. Jahrhunderts. Köln 1981,  (ISBN 3-412-04980-8).